# Jacqueline Joubert
Jacqueline Joubert, geboren als Jacqueline Annette Édith Pierre, (Neuilly-sur-Seine, 29 maart 1921 - aldaar 8 januari 2005) was een Frans presentatrice.

## Leven
Joubert was getrouwd met journalist Georges de Caunes met wie ze 1 zoon kreeg: Antoine.
Deze Antoine groeide later uit tot een bekende acteur.
Joubert overleed op 83-jarige leeftijd.

## Werk
Joubert was de eerste tv-omroepster van Frankrijk en speelde van begin jaren vijftig tot half jaren zestig een aantal filmrollen.
Ook prensteerde Joubert in 1959 en in 1961 het Eurovisiesongfestival, beide gehouden in Cannes. In 1966 presenteerde ze enkele entertainmentshows. Ook deed Joubert mee in enkel kinderprogramma's. Begin jaren negentig pakte Joubert haar acteercarrière weer op met enkele kleine rolletjes.